# Monday Kiz
Monday Kiz (먼데이 키즈) fue un dúo surcoreano de K-Pop.

## Integrantes
- Kim Min Soo (hangul: 김민수, 14 de enero de 1985 — 29 de abril de 2008), vocalista.
- Lee Jin Sung (hangul: 이진성, 27 de febrero de 1985 — ), vocalista.

## Historia
Monday Kiz debutó en octubre de 2005 con el lanzamiento de su primer álbum Bye Bye Bye. En el disco participaron afamados compositores como Jung Hae-sung y Kim Do-hoon, este último, quien escribió Bye Bye Bye, canción que da título al álbum.
En febrero de 2007 se editó el segundo álbum del dúo, El Cóndor Pasa, con el que lograron vender más de 17 mil copias, lo cual los posicionó en el lugar 55 del ranking anual de la MIAK. Entre los compositores del álbum se encuentran Park Hae-woon, Kang Eun-kyung, Yoon Seung-hwan, entre otros.
En septiembre de 2007, Kim Min Soo sufrió un accidente en motocicleta que lo tuvo internado en el hospital hasta enero del 2008. Luego de ser dado de alta comenzó a trabajar junto a su compañero en la grabación de su tercer álbum, el cual se editó la primera semana de abril y llevó por nombre Inside Story. Con el primer sencillo de este trabajó, el dúo logró ingresar al top 10 de diversos rankings de sitios web, entre ellos: Melon, Jukeon y Dosirak.
El 29 de abril de 2008, Kim Min Soo, sufrió nuevamente un accidente en motocicleta, el cual tuvo como resultado su muerte.
El 4 de agosto de 2008, luego de consultarlo con Lee Jin Sung y la familia del ya fallecido Kim Min Soo, Can Entertainment, anunció oficialmente la disolución del dúo.
En septiembre de 2008, fue lanzado a la venta un último álbum, con el nombre de Recollection, que incluía los tres discos anteriores del dúo, además de un disco con canciones inéditas, un DVD y un photobook.

## Discografía

### Álbumes

#### Estudio
1. Bye Bye Bye (2005)
2. El Cóndor Pasa (2007)
3. Inside Story (2008)

#### Compilaciones
1. Recollection (2008)

### Singles
1. Incompletion (2007)

### Otros
- MONDAYKIZ+V.O.S+ILAC: Friendship (2008)